# C/1970 K1 (White-Ortiz-Bolelli)
C/1970 K1 (White-Ortiz-Bolelli) ist ein Komet, der im Jahr 1970 nur von der Südhalbkugel mit dem bloßen Auge gesehen werden konnte. Er gehört zur Kreutz-Gruppe der sonnenstreifenden Kometen und wird von einigen zu den „Großen Kometen“ gezählt.

## Entdeckung und Beobachtung
Dieser Komet war am Mittag des 14. Mai 1970 von der Erde gesehen in einem engen Bogen in nur 0,36° Abstand an der Sonne vorbeigegangen und entfernte sich anschließend rasch in östlicher Richtung von ihr, dies blieb aber noch unbeobachtet. Graeme Lindsay White, damals noch Student, entdeckte den Kometen erstmals mit einem Fernglas in der Nähe von Shellharbour City (New South Wales) in der Abenddämmerung des 18. Mai 1970 (Ortszeit). Er schätzte seine Helligkeit zu 1–2 mag und erkannte einen Schweif von 1° Länge. Einen Tag später wollte er seine Entdeckung am Observatorium in Sydney überprüfen, konnte den Kometen aber wegen der Lichter der Stadt nicht sicher erkennen. Wiederum einen Tag später konnte er den Kometen dann sowohl mit Fernglas als auch mit bloßen Augen wiederfinden, der Schweif war inzwischen 10° lang.
Einige Stunden nach Eingang von Whites Meldung bei der offiziellen Stelle ging eine weitere Sichtungsmeldung aus Madagaskar ein, wo Emilio Ortiz, der Kopilot eines Boeing-707-Verkehrsflugzeugs auf dem Flug von St. Denis auf Réunion nach Antananarivo am Abend des 21. Mai den Kometen ebenfalls entdeckt hatte (Ortiz war auch bereits einer der ersten Beobachter des Kometen C/1961 O1 (Wilson-Hubbard) gewesen). Ortiz schätzte die Helligkeit auf 0,5–1 mag und die Schweiflänge zu 5–8°. Mehrere Astronomen suchten den Kometen daraufhin am 22. Mai, konnten ihn aber nicht sehen. Erst zwei Tage später erfolgte noch eine verspätete Meldung über Sichtungen des Kometen am Abend des 21. und 22. Mai durch Carlos Bolelli am Cerro Tololo Inter-American Observatory in Chile. Er konnte eine Helligkeit von 1 mag und eine Schweiflänge von 10° beobachten.
Später gingen noch Berichte über zahlreiche unabhängige Entdeckungen ein, die zwischen dem 19. und 24. Mai in Australien, Südafrika, Chile, Argentinien, Neuseeland, und Uruguay stattgefunden hatten. In allen Fällen war der Komet nur ganz kurz nach Sonnenuntergang in der Abenddämmerung sichtbar gewesen.
Die Helligkeit des Kometen nahm bis Ende des Monats rapide bis auf etwa 5 mag ab, während der Schweif zunächst noch an Länge zunahm, indem er um den 25. Mai seine größte Länge von etwa 15° erreichte, und bis Monatsende noch um die 5° Länge besaß. Im Juni konnte der Komet nur noch teleskopisch und photographisch beobachtet werden.
Die letzten Beobachtungen erfolgten am 7. Juni 1970 bei einer Helligkeit von etwa 9 mag in Neuseeland und Australien. Am 8. Juli ging der Komet von der Erde aus gesehen ein weiteres Mal südlich an der Sonne vorüber, und obwohl es bis Anfang Oktober noch Versuche gab, den Kometen am Morgenhimmel wieder aufzufinden, blieb dies erfolglos.
Der Komet erreichte eine maximale Helligkeit von 0,5 mag.

## Wissenschaftliche Auswertung
Schon unmittelbar nach den ersten Beobachtungsmeldungen vermutete Brian Marsden, dass der Komet ein Mitglied der Sonnenstreifer der Kreutz-Gruppe sein könnte. Diese Vermutung wurde bald bestätigt, nachdem Bahnelemente einer vorläufigen parabolischen Umlaufbahn bestimmt werden konnten.
Bereits im 19. Jahrhundert waren mehrere Große Kometen erschienen, die ähnlich nahe an der Sonne vorübergingen wie der Komet White-Ortiz-Bolelli. Die Sonnenstreifer wurden von 1888 bis 1901 sehr intensiv von Heinrich Kreutz untersucht, der vermutete, dass alle Mitglieder der später nach ihm benannten Kometengruppe von einem ursprünglichen Körper abstammten, der bei seinem Vorbeigang an der Sonne zerbrochen sei. Er identifizierte die Kometen C/1843 D1, C/1880 C1, C/1882 R1 und C/1887 B1, die sich alle in sehr ähnlichen Umlaufbahnen bewegen, als mögliche Mitglieder der Gruppe und auch im 20. Jahrhundert erschienen noch weitere Gruppenmitglieder in Gestalt der Kometen C/1945 X1, C/1963 R1 und C/1965 S1.
Marsden hatte bereits 1967 die Bahnen der bis dahin bekannten Kometen der Kreutz-Gruppe untersucht und gezeigt, dass deren Mitglieder in zwei Untergruppen aufgeteilt werden können. Er konnte als so gut wie erwiesen ableiten, dass die Kometen der Kreutz-Gruppe Bruchstücke eines gemeinsamen Ursprungskometen gewesen sein mussten, der zuvor vermutlich in der ersten Hälfte des 12. Jahrhunderts an der Sonne vorbeigegangen war. Ob dies der bekannte Komet X/1106 C1 war, ließ sich aber zunächst nicht belegen. In der Folge gab es viele Versuche, die möglichen Zerfallsprozesse und resultierenden Bahnen der Sonnenstreifer theoretisch zu erfassen, insbesondere durch Zdenek Sekanina und andere.
Nachdem Marsden 1970 aus sechs Beobachtungen des Kometen über einen Zeitraum von 14 Tagen nur eine relativ ungenaue parabolische Umlaufbahn berechnen konnte, ermittelten Sekanina und Chodas in einer neuen Untersuchung 2002 verbesserte Bahnelemente für den Kometen unter Verwendung moderner mathematischer Methoden und unter Berücksichtigung des gravitativen Einflusses aller Planeten und der relativistischen Effekte beim nahen Vorbeiflug des Kometen an der Sonne. Sie berechneten eine allgemeine Lösung, nach der sich der Komet definitiv auf einer elliptischen Bahn bewegt mit einer Umlaufzeit, die innerhalb einer Spanne von etwa 300 bis 1130 Jahren liegt. Zusätzlich berechneten sie einen optimierten Satz von Bahnelementen („Forced solution“) für eine erzwungene Umlaufzeit von 951 Jahren, der numerisch nur geringfügig von denen der allgemeinen Lösung differiert, und als Referenz für Analysen über den Ursprung des Kometen dienen kann.
In weiteren sehr umfangreichen Untersuchungen wurden von Sekanina und Chodas neue Theorien über Ursprung und Entwicklung der Kreutz-Kometengruppe entwickelt, die derzeit den aktuellen Wissensstand wiedergeben. Demnach kann nach dem Modell der zwei Superfragmente davon ausgegangen werden, dass alle Sonnenstreifer der Kreutz-Gruppe von einem sehr großen Vorgängerkometen mit nahezu 100 km Durchmesser abstammen, der möglicherweise im späten 4. Jahrhundert oder frühen 5. Jahrhundert einige Jahrzehnte vor seinem damaligen Vorbeigang an der Sonne in zwei etwa gleich große Teile zerbrochen ist. Die beiden Superfragmente vollführten einen weiteren Umlauf um die Sonne und Superfragment I erschien wieder im Jahr 1106 als der berühmte Sonnenstreifer X/1106 C1. Superfragment II erschien nur wenige Jahre früher oder später, entging aber durch ungünstige Sichtungsbedingungen offenbar der Beobachtung, da es darüber keine Berichte gibt. Beide Superfragmente zerbrachen kurz nach ihrem damaligen extrem nahen Vorbeigang an der Sonne, innerlich geschädigt durch die enormen Gezeitenkräfte, erneut in weitere Bruchstücke (Kaskadierende Zersplitterung): Superfragment II zerfiel in fünf weitere Teile, die beiden größten davon erschienen später wieder als die Kometen C/1882 R1 und C/1965 S1, während die anderen drei Teile jeweils zu unterschiedlichen Zeitpunkten in weitere Fragmente zerfielen. Der Komet White-Ortiz-Bolelli entstand möglicherweise um 1749 bei einem solchen Zerfallsvorgang.

## Umlaufbahn
Für den Kometen konnte aus 9 Beobachtungsdaten über einen Zeitraum von 14 Tagen eine langgestreckte elliptische Umlaufbahn bestimmt werden, die um rund 139° gegen die Ekliptik geneigt ist. Die Bahn des Kometen verläuft damit stark angestellt gegen die Bahnebenen der Planeten, und er durchläuft seine Bahn relativ zu diesen im gegenläufigen Sinn (retrograd). Im sonnennächsten Punkt der Bahn (Perihel), den der Komet am 14. Mai 1970 durchlaufen hat, befand er sich mit etwa 1,323 Mio. km Sonnenabstand nur knapp einen Sonnenradius über deren Oberfläche. Bereits am 13. April war er in etwa 152,2 Mio. km am Mars und am 30. April in etwa 72,9 Mio. km Abstand an der Venus vorbeigegangen. Zwei Stunden und 10 Minuten nach seinem Periheldurchgang erreichte er seine größte Nähe zur Erde mit etwa 149,8 Mio. km (1,00 AE) Abstand. Am 23. Mai erfolgte noch eine weitere Annäherung an die Venus mit etwa 63,2 Mio. km und am 24. Juni an den Mars mit etwa 131,2 Mio. km Distanz.
Die in der Infobox angegebenen Bahnelemente der JPL Small Body Database beruhen nur auf wenigen Beobachtungen und berücksichtigen keine nicht-gravitativen Kräfte auf den Kometen, die allerdings ganz wesentlich seine Bewegung bei der engen Umrundung der Sonne beeinflusst haben müssen. Diese Bahnelemente sind daher nur eingeschränkt brauchbar. Nach neueren Untersuchungen von Sekanina und Chodas ist der Komet wahrscheinlich ein Bruchstück eines unbeobachteten Kometen, der in den ersten Jahren des 12. Jahrhunderts erschienen war. Nach den von Sekanina unter der Annahme eines solchen Ursprungs ermittelten Bahnelementen („Forced solution“), die hier im Weiteren verwendet werden, hatte seine Bahn möglicherweise einige Zeit vor der Passage des inneren Sonnensystems im Jahr 1970 noch eine Exzentrizität von etwa 0,99990 und eine Große Halbachse von etwa 90 AE, so dass seine Umlaufzeit bei etwa 860 Jahren lag. Durch die Anziehungskraft der Planeten, insbesondere durch zwei relativ nahe Vorbeigänge am Jupiter am 15. Mai 1970 in knapp 5 ½ AE und am Saturn im September 1970 in etwas über 7 AE Abstand, wurde die Bahnexzentrizität nur geringfügig auf etwa 0,99991 erhöht, die Große Halbachse wurde aber auf etwa 96 AE vergrößert, so dass sich seine Umlaufzeit auf etwa 935 Jahre erhöht. Unter diesen Annahmen könnte der nächste Periheldurchgang des Kometen möglicherweise um das Jahr 2900 stattfinden. Aufgrund der Vorgeschichte ist aber davon auszugehen, dass für den Kometen zu jeder Zeit ein weiterer spontaner Zerfallsprozess stattfinden kann.